# Roman Gavalier
Roman Gavalier (* 30. května 1971) je bývalý slovenský hokejový obránce.
V minulosti hrál ve slovenském extraligovém celku HK Aquacity ŠKP Poprad, kde strávil celkem devět let. V sezóně 2006/07 hrál severoirském klubu Belfast Giants v nejvyšší hokejevé soutěži ve Velké Británii.